# Waterlandziekenhuis
Het Waterlandziekenhuis was een algemeen ziekenhuis in Purmerend met twee vestigingen:  het Waterlandziekenhuis in Purmerend en het Behandelcentrum Waterland-Oost in Volendam. Het verzorgingsgebied omvatte de gemeenten Purmerend, Waterland, Wormerland, Edam-Volendam en Beemster.
Het Waterlandziekenhuis is per 1 april 2017 gefuseerd met het Westfriesgasthuis. De ziekenhuizen hielden in eerste instantie hun eigen naam, maar gingen vanaf 1 januari 2019 verder onder de gezamenlijke naam Dijklander Ziekenhuis.

## Geschiedenis

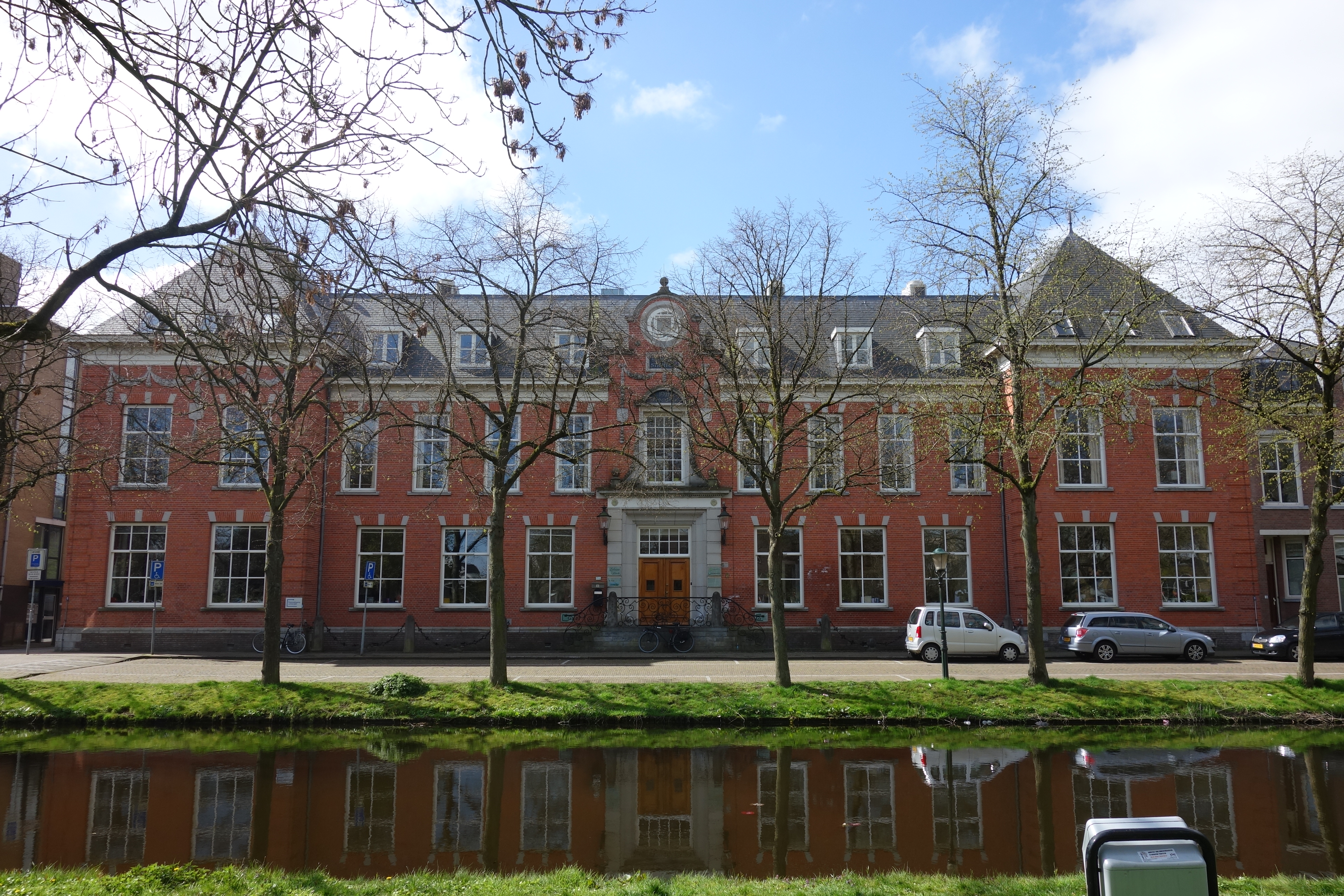
Het gebouw waarin de St. Liduinastichting was gevestigd

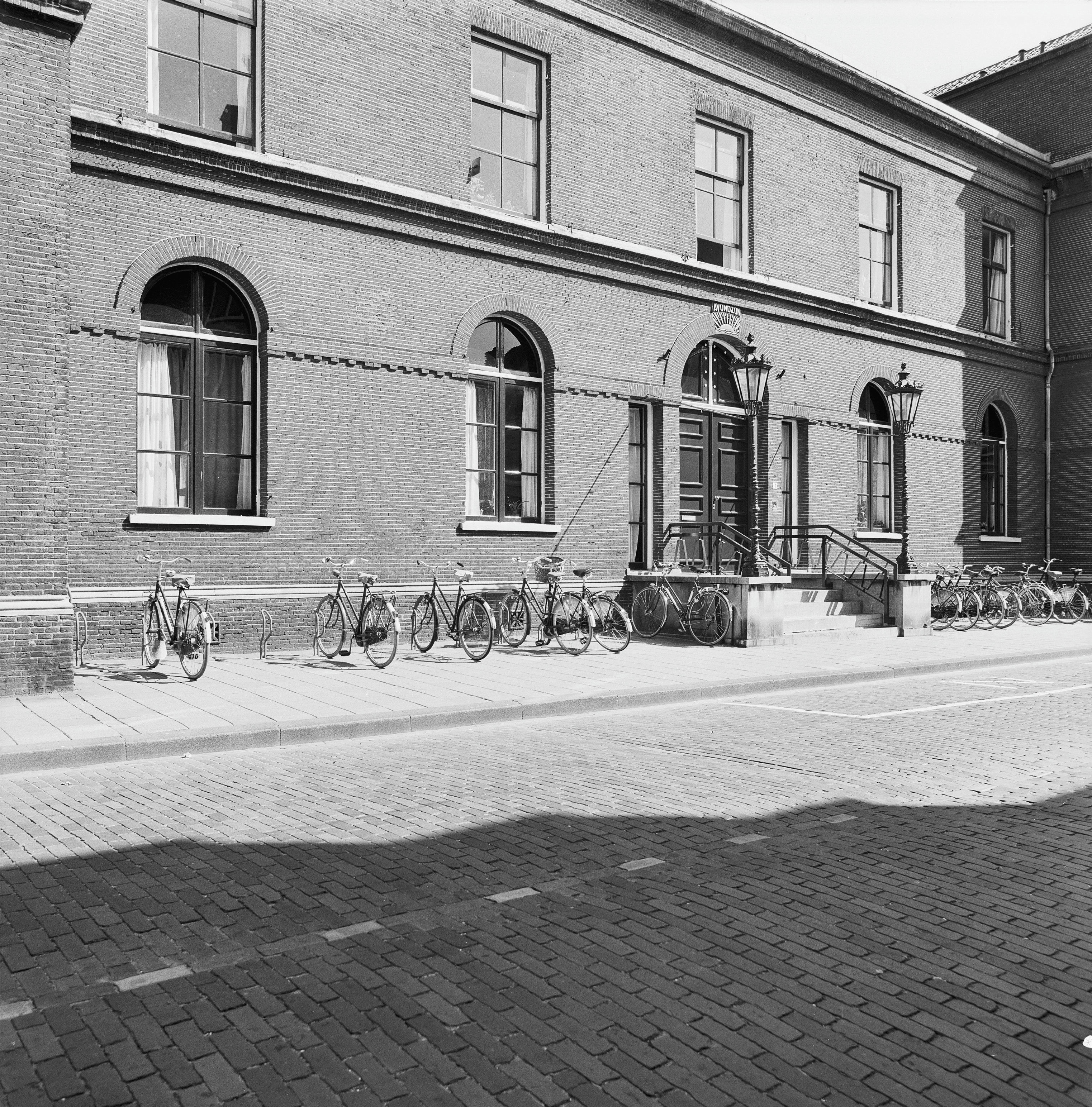
Het voormalige Gast- en Proveniershuis

De eerste ziekenhuizen in Purmerend waren verbonden aan kloosters, zoals het klooster in de Nieuwe Koestraat in de middeleeuwen. Ook was er een gasthuis in de Peperstraat tot 1638. Gedurende ruim een eeuw daarna was er geen gasthuis in Purmerend. Pas in 1846 werd aan de Gouw het nieuwe Gast- en Proveniershuis gevestigd, aanvankelijk een armenhuis. In 1912 stichtte de St. Liduinastichting aan de Emmakade een tweede zorginstelling. De St. Liduinastichting was rooms-katholiek en het Gast- en Proveniershuis een protestants. In 1940 werd het Stadsziekenhuis geopend aan de Purmersteenweg op de plaats waar nu het stadhuis staat, waarna het Gast- en Proveniershuis een rusthuis voor ouderen werd onder de naam Avondzon.
In 1988 ontstond het Streekziekenhuis Waterland door een fusie van het Stadsziekenhuis en het St. Liduina Ziekenhuis, dat in augustus 1988 verhuisde naar de nieuwbouw aan de Waterlandlaan. In januari 1992 nam het ziekenhuis de naam Waterlandziekenhuis aan. In juni 2006 vond er uitbreiding plaats van het gebouw aan de Waterlandlaan. Vanaf 2002 had het ziekenhuis ook een locatie in Volendam, het Behandelcentrum Waterland Oost.

## Kengetallen
Het Waterlandziekenhuis had 359 bedden. Jaarlijks vonden er ruim 13.000 opnames, 21.500 dagbehandelingen en 78.000 eerste polikliniekbezoeken plaats. In het Waterlandziekenhuis waren 1.200 medewerkers in dienst en 163 vrijwilligers actief.